# Latgalština
Termín latgalština (latgalsky latgalīšu volūda) může mít dva významy:
1. Jazyk, kterým mluvili někdejší Latgalové na velké části území dnešního Lotyšska. Latgalština patřila do pobaltské skupiny indoevropské jazykové rodiny. Dnešní lotyština je historicky odvozena především právě z latgalštiny (a také několika málo dalších jazyků, např. starokuronštiny, zemgalštiny a livonštiny).
2. V dnešní době se jím označuje jazyk používaný ve východní části Lotyšska, historickém regionu Latgale. Někdy bývá latgalština uznávána jako samostatný jazyk, zatímco jiní ji chápou jako pouhý dialekt lotyštiny. Latgalci ve svém jazyce do dnešních dob uchovali více archaických rysů než ostatní Lotyši, mimo jiné jako důsledek izolace od zbytku dnešního Lotyšska po několik staletí.

## Latgalská abeceda
A/a Ā/ā B/b C/c Č/č D/d E/e (Ē/ē) (F/f) G/g (Ģ/ģ) (H/h) I/i Y/y Ī/ī J/j K/k (Ķ/ķ) L/l Ļ/ļ M/m N/n Ņ/ņ O/o Ō/ō P/p R/r S/s Š/š T/t U/u Ū/ū V/v Z/z Ž/ž
| A a [a]  | Ā ā [ā]  | B b [be] | C c [ce]  | Č č [če] | D d [de] | E e [e]  |
| Ē ē [ē]  | F f [ef] | G g [ge] | Ģ ģ [g'e] | H h [he] | I i [i]  | Y y [y]  |
| Ī ī [ī]  | J j [je] | K k [ka] | Ķ ķ [k'e] | L l [el] | Ļ ļ [eļ] | M m [em] |
| N n [en] | Ņ ņ [eņ] | O o [o]  | Ō ō [ō]   | P p [pe] | R r [er] | S s [es] |
| Š š [eš] | T t [te] | U u [u]  | Ū ū [ū]   | V v [ve] | Z z [ze] | Ž ž [že] |

## Ukázka jazyka
Tik skrytuļam ruodīs: iz vītys jis grīžās

A brauciejam breinums, kai tuoli ceļš aizvess

Tai vuorpsteite cīši pret sprāduoju paušās

Jei naatteik – vacei gi dzejis gols zvaigznes
Pruots naguorbej ramu, juos lepneibu grūžoj

Vys jamās pa sovam ļauds pasauli puormeit

Bet nak jau sevkuram vīns kuorsynoj myužu

I ramaņu jumtus līk īguodu kuormim
Na vysim tai sadar kai kuošam ar speini

Sirds narymst i nabeidz par sātmalim tiemiet

A pruots rauga skaitejs pa rokstaudža zeimem

Kai riedeits, kod saulei vieļ vaiņuku jieme
(Báseň od Armandse Kūceņše)

## Základní fráze
| Latgalsky                        | Lotyšsky                            | Význam |
| -------------------------------- | ----------------------------------- | --- |
| Vasals!                          | Sveiks!                             | Ahoj! (doslova "Zdráv") |
| Loba dīna!                       | Labdien!                            | Dobrý den! |
| Muns vuords Eugeņs.              | Mans vārds ir Eugeņs.               | Moje jméno je Eugens. |
| Šudiņ breineiga dīna!            | Šodien ir brīnišķīga diena!         | Dnes je nádherný den! |
| Vīns, div, treis, niu tu breivs! | Viens, divi, trīs, nu tu esi brīvs! | Jedna, dvě, tři, teď jsi volný. (dětské rozpočitadlo) |
| Asu aizjimts itamā šaļtī.        | Šobrīd esmu aizņemts.               | Zrovna jsem zaneprázdněný. |
| As tevi mīļoju.                  | Es tevi mīlu.                       | Miluji tě. |
| Asu nu Latgolys.                 | Esmu no Latgales.                   | Jsem z Latgalska. |
| Es īšu da sātys.                 | Es iešu mājās.                      | Půjdu domů. (Stojí za povšimnutí, že lotyšské slovo sēta znamená dvorek u usedlosti nebo usedlost samotnou, tedy více venkovský význam než lotyšské mājas odvozené přímo od slova māja, tedy dům) |
| Maņ pateik vuiceitīs.            | Man patīk mācīties.                 | Rád se učím. (Tento uvedený rozdíl mezi latgalštinou a lotyštinou je velmi charakteristický. Výše zmíněné příklady jsou poměrně podobné, protože se zabývají základními tématy.)                  |

## Srovnání slotyštinou, litevštinou a žemaitštinou
| česky         | lotyšsky                  | latgalsky  | litevsky            | žemaitsky | poznámky |
| ------------- | ------------------------- | ---------- | ------------------- | --------- | --- |
| okolo         | apkārt                    | apleik     | aplink              | ī rinki   | |
| vždy          | vienmēr                   | vysod      | visad(a)            | vėsumet   | visādi znamená lotyšsky "každopádně"                                                                                              |
| vyptávat se   | taujāt, izjautāt          | klaust     | klausti, klausinėti | klaust    | klausīties znamená lotyšsky "poslouchat", klau! znamená "poslyš!"                                                                 |
| dívka         | meita, meitene            | mārga      | mergina, merga      | mergelka  | meita se v lotyštině používá zpravidla ve významu "dcera", meitene znamená výhradně dívku                                         |
| šátek         | lakatiņš                  | skareņa    | skarelė             | koskelė   | |
| šaty          | kleita                    | sukne      | suknelė             | jopele    | kleita pochází z německého das Kleid, původní pobaltské výrazy z jazyka úplně vymizely                                            |
| plavat        | peldēties                 | mauduotīs  | maudytis            | maudītėis | |
| vrchol        | galotne, virsa            | viersyune  | viršūnė             | vėršūnė   | |
| sloup         | miets, stabs              | stulps     | stulpas             | stolps    | ve dnešní lotyštině se zachoval tvar stulpiņi (zdrobnělina, plurál od stulps) značící "kamaše"                                    |
| číst          | lasīt                     | skaiteit   | skaityti            | skaitīt   | skaitīt znamená lotyšsky "počítat", noskaitīt "recitovat"                                                                         |
| přijít        | nākt                      | atīt       | ateiti              | atēt      | atiet znamená lotyšsky "odejít" (slovní kořen iet – "jít")                                                                        |
| řada          | rinda, aile               | aiļa       | eilė                | eilie     | |
| posadit se    | apsēsties                 | atsasēst   | atsisėsti           |           | |
| odpovědět     | atbildēt                  | atsaceit   | atsakyti            |           | atsaukties znamená lotyšsky doslova "zavolat zpět" (např. při pozdravení)                                                         |
| mísit         | spaidīt, mīcīt            | maidzeit   | maigyti             | spaudīt   | |
| nachladit se  | saaukstēties              | puorsaļt   | peršalti            | paršalt   | |
| zima          | auksti, auksts, salts     | solts      | šalta               | šalta     | v lotyštině se ve významu "zima" (pocit, nikoli roční období) používá výrazu auksti; salts znamená mráz                           |
| chyba         | kļūda                     | klaida     | klaida              | klajda    | |
| stránka       | lappuse                   | puslopa    | puslapis            | poslapės  | složenina z kořenů lap- (list) a pus- (strana), v lotyštině v opačném pořadí než v ostatních jazycích                             |
| dolů          | lejup                     | zamyn      | žemyn               | žemien    | zemu znamená lotyšsky "nízký" |
| a, i          | un, arī, i                | i          | ir                  | ė, ėr     | un a arī se v lotyštině běžně používají, i je dnes archaické                                                                      |
| usadit se     | iekārtoties, iesaistīties | īsataiseit | įsitaisyti          |           | iesaistīties znamená lotyšsky "vejít do", "stát se součástí"                                                                      |
| rodina        | ģimene, saime             | saime      | šeima               | šėima     | ģimene značí v lotyštině nejbližší rodinu, saime naopak širší rodinu nebo domácnost (srovnej saimnieks/saimniece – pán/paní domu) |
| vlast, otčina | tēvija, tēvzeme           | tāvaine    | tėvynė              | tievīnė   | |
| východ        | austrumi, rīti            | reiti      | rytai               | rītā      | lotyšské austrumi znamená směrem k východu slunce, zatímco výrazy v ostatních jazycích značí "k ránu"                             |
| západ         | rietumi                   | vokori     | vakarai             | vakarā    | lotyšské rietumi znamená směrem k západu slunce, zatímco výrazy v ostatních jazycích značí "k večeru"                             |
| stoupnout si  | piecelties, stāties       | atsastuot  | atsistoti           | atsėstout | |
| další         | nākošais, cits            | cyts       | kitas               | kėts      | |
| bolet         | sāpēt, sūrstēt            | pierkšēt   | perštėti            | niežėit   | |
| nůžky         | šķēres                    | zirklis    | žirklės             | žėrkles   | lotyšské šķēres pochází z německého eine Schere, původní pobaltské výrazy z jazyků vymizely                                       |

## Dějiny latgalského jazyka
Spisovná latgalština se vyvíjela od 18. století na základě lidové mluvy obyvatel východního Lotyšska. První dochovaná kniha v latgalštině je Evangelia toto anno (Evangelia na celý rok) z roku 1753. První pravopisné systémy vycházely z polštiny a pro zápis používaly humanistickou antikvu. Tím se odlišovaly od spisovné lotyštiny používané ve zbytku země, která používala novogotické písmo. Mnoho latgalských knih z konce 18. a začátku 19. století pocházelo od jezuitských kněží, kteří přicházeli z různých evropských zemí do Latgalska, které tehdy představovalo severovýchodní hranici římskokatolického náboženství; jejich díly byla zejména náboženská literatura, kalendáře a poesie.
Vydávání knih v latgalštině bylo spolu s litevštinou zakázáno v letech 1865–1904. Zákaz používání latinky v této části tehdejšího Ruského impéria následoval okamžitě po Lednovém povstání, kdy se polští a litevští povstalci vzbouřili proti carské vládě. Během tohoto zákazu bylo k dispozici jen omezené množství katolických náboženských textů a některé rukopisy, např. kalendáře Andryvse Jūrdžyse, rolníka vzdělaného vlastním úsilím.
Po zrušení zákazu v roce 1904 následovala rychlá obnova latgalské literární tradice, objevily se první noviny, učebnice a mluvnice. Roku 1918 bylo Latgalsko začleněno do nově vzniknuvšího lotyšského státu. Mezi lety 1920 a 1934 se tedy v Lotyšsku nezávisle vyvíjely dvě literární tradice. Značným úspěchem tohoto období byl původní překlad Nového zákona do latgalštiny knězem a učencem Aloizijsem Broksem, vydaný ve vesnici Aglona roku 1933. Po převratu uspořádaném Kārlisem Ulmanisem roku 1934 byla latgalština odstraněna ze školních osnov i z úřední sféry ve snaze standardizovat používání lotyšského jazyka. Latgalština přežila během sovětského období (1940–1991) v mluvené podobě, zatímco latgalská literatura v tištěné podobě se v letech 1959–1989 prakticky nevydávala. Několik latgalských intelektuálů pokračovalo v emigraci v publikaci knih a studií zabývajících se latgalštinou, především Mikeļs Bukšs.
Po obnovení nezávislosti Lotyšska následoval znatelný nárůst zájmu o latgalský jazyk a kulturní dědictví. Na některých univerzitách je zavedena nepovinná výuka tohoto předmětu; v Rēzekne existuje dokonce nakladatelství Latgales kultūras centra izdevniecība (Vydavatelství Latgalského kulturního centra) v čele s Jānisem Elksnisem, které tiskne staré i nové knihy v latgalštině.

## Zařazení
Latgalština je členem východobaltské větve baltské jazykové skupiny indoevropské jazykové rodiny. Do této větve náleží v dnešní době také lotyština, žemaitština a litevština. Latgalština je flektivní jazyk, počet jmenných a slovesných tvarů srovnatelný s češtinou je typický pro mnoho dalších pobaltských a slovanských jazyků.

## Zeměpisné rozšíření
Latgalštinu dnes používá okolo 150 000 lidí převážně na území Lotyšska; existují také menší latgalsky mluvící komunity v Rusku na Sibiři.

## Oficiální status
V letech 1920–1934 latgalštinu používala jak vláda, tak i vzdělávací instituce na latgalském území. V dnešní době není latgalština nikde v Lotyšsku uznávána jako úřední jazyk. Formálně je chráněna Lotyšským jazykovým zákonem garantujícím, že "Lotyšský stát zajišťuje uchování, ochranu a rozvoj spisovného latgalského jazyka jakožto historické varianty jazyka lotyšského" (§3.4). Existuje i státem podporovaná komise pro pravopis latgalského jazyka. Otázka, zda je latgalština samostatným jazykem, nebo jen nářečím lotyštiny, byla předmětem vášnivých debat v průběhu celého 20. století. Zastánci latgalského jazyka, např. lingvisti Antons Breidaks a Lidija Leikuma upozorňují na některé charakteristiky latgalštiny nasvědčující statusu samostatného jazyka; je nicméně skutečností, že v lotyštině se při zmínkách o latgalštině používá výrazu izloksne (nářečí) namísto valoda (jazyk).

## Nářečí
Mluvčí latgalštiny lze rozdělit do tří základních skupin – severní, střední a jižní. Tyto tři skupiny jsou vzájemně plně srozumitelné a liší se jen malými změnami v samohláskách;, dvojhláskách a některých pádových koncovkách. Fonetický základ moderní spisovné latgalštiny tvoří regionální akcent středního Latgalska používaný například ve městech a obcích Juosmuiža, Vuorkova, Vydsmuiža, Viļāni, Sakstygols, Ūzulaine, Makašāni, Drycāni, Gaigalova, Bierži, Tiļža a Nautrāni. Literatura 18. století byla naopak ovlivněna spíše jižním akcentem latgalštiny.

## Příklady

### Číslovky
| Latgalsky | Česky |
| vīns      | jeden |
| div       | dva   |
| treis     | tři   |
| četri     | čtyři |
| pīci      | pět   |
| seši      | šest  |
| septeni   | sedm  |
| ostoni    | osm   |
| deveni    | devět |
| desmit    | deset |